# 특촬물

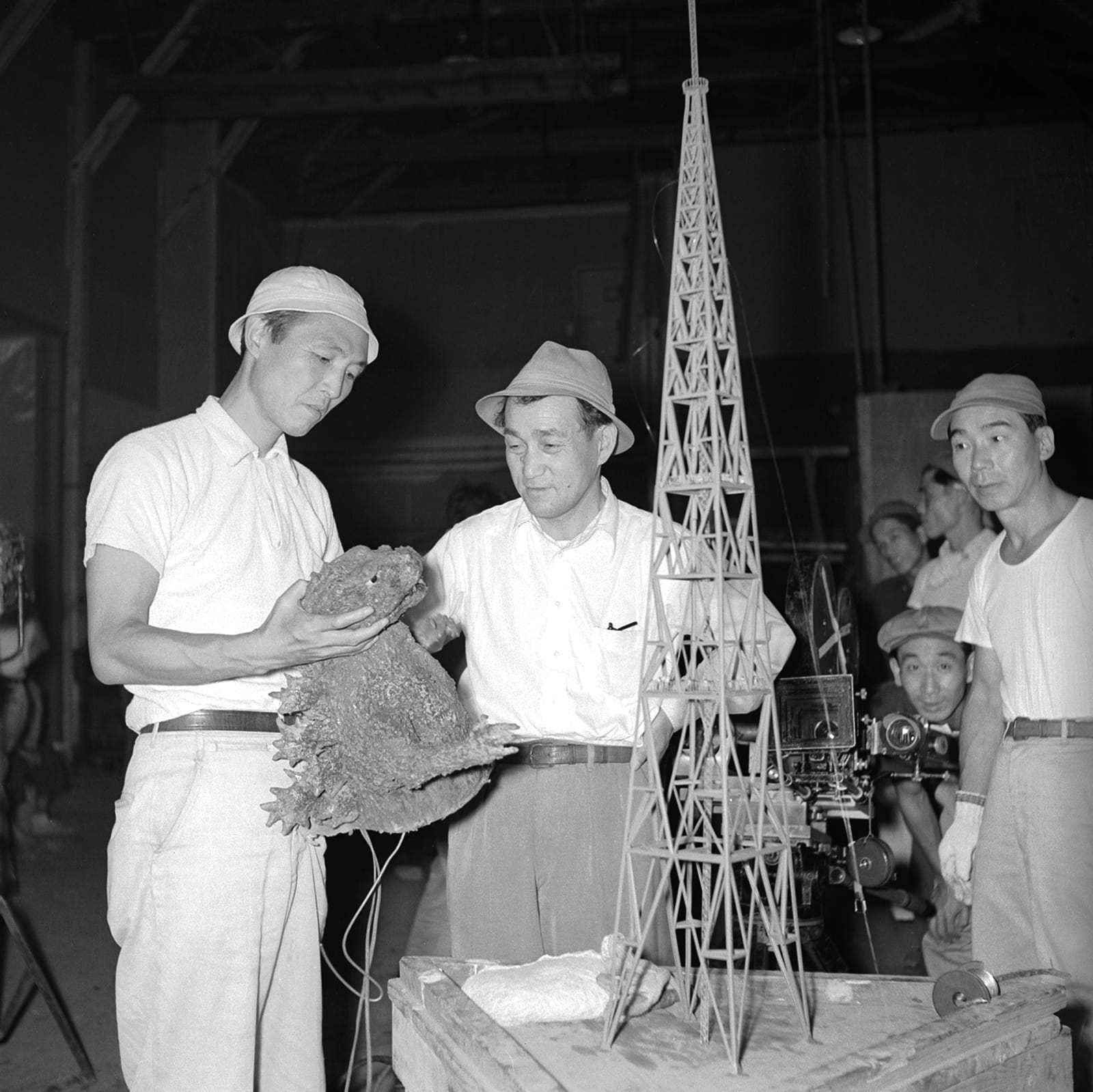

특촬물(일본어: 特撮物, とくさつもの 도쿠사츠모노[*])은 특수촬영물(特殊撮影物)의 준말로서, 말 그대로 특수촬영한 매체를 통칭하며, 일본어 特撮(とくさつ 도쿠사츠[*])에서 온 말이다.
주로 일본의 작품이 많으며, 대표적으로 고지라, 울트라 시리즈(울트라맨), 슈퍼 전대, 가면라이더, 메탈 히어로 시리즈, 초성신 시리즈, 토미카히어로 시리즈, 무협, 가라! 갓맨, 가라! 그린맨 등이 있다. 사람이 특별하게 제작한 인형 옷을 입거나 분장하여, 미니어처로 이루어진 무대장치 위에서 연기하는 모습을 촬영하는 경우가 많다.
대한민국의 작품으로는 지구용사 벡터맨, 레전드히어로 삼국전 출동 케이캅 등이 있다.